# Ligue des champions de l'UEFA 2010-2011
Navigation
Édition précédente Édition suivante
La Ligue des champions de l'UEFA 2010-2011 est la 56e édition de la plus importante compétition inter-clubs européenne de football. Elle se déroule sur la saison 2010 - 2011 et oppose les meilleurs clubs des différents championnats européens au cours de la saison précédente.
La finale s'est déroulée le samedi 28 mai 2011 au Stade de Wembley à Londres. Elle voit la victoire 3-1 du FC Barcelone opposé à Manchester United, la quatrième du club catalan.

## Participants
Un total de 76 équipes provenant de 52 associations membres de l'UEFA furent invitées à prendre part à la Ligue des champions 2010-2011.
D'après les coefficients UEFA des pays 2008/09, une liste d’accès a d’abord défini le nombre de clubs qu’une association a droit d’envoyer. La répartition pour la saison 2010-2011 est la suivante :
- Les associations aux places 1 à 3 envoient les quatre meilleurs clubs de leur championnat ;
- celles aux places 4 à 6 envoient les trois meilleurs ;
- celles aux places 7 à 15, les deux meilleurs ;
- celles aux places 16 à 53, leur champion, exception faite du Liechtenstein dont les clubs membres jouent en Suisse.

Dans un second temps, le rang en championnat détermine le tour d’arrivée. Puisque l'Inter Milan, pour qui une place était réservée en tant que tenant du titre, s’est qualifié naturellement en devenant champion d’Italie, la liste fut décalée : le champion du 13e pays (l’Écosse) se qualifie directement pour la phase de groupes, et le champion du 16e pays (Danemark), ainsi que ceux des 48e et 49e pays (Îles Féroé et Luxembourg) avancent respectivement aux troisième et deuxième tours préliminaires.
|     | Angleterre                  | Espagne                | Italie                                  |
| --- | --------------------------- | ---------------------- | --------------------------------------- |
| 1er | Chelsea (118,371)           | FC Barcelone (136,951) | Inter Milan (Tenant du titre ; 100,867) |
| 2e  | Manchester United (125,371) | Real Madrid (84,951)   | AS Rome (83,867)                        |
| 3e  | Arsenal (115,371)           | Valence (66,951)       | Milan AC (99,867)                       |

|     | Allemagne               | France                          | Russie                  |
| --- | ----------------------- | ------------------------------- | ----------------------- |
| 1er | Bayern Munich (110,841) | Olympique de Marseille (62,748) | Rubin Kazan (21,758)    |
| 2e  | Schalke 04 (54,841)     | Olympique lyonnais (96,748)     | Spartak Moscou (33,758) |

|     | Ukraine                   | Pays-Bas           | Roumanie          | Portugal                  | Turquie           | Grèce                  | Écosse                   |
| --- | ------------------------- | ------------------ | ----------------- | ------------------------- | ----------------- | ---------------------- | ------------------------ |
| 1er | Shakhtar Donetsk (73,910) | FC Twente (25,309) | CFR Cluj (15,898) | Benfica Lisbonne (72,659) | Bursaspor (6,890) | Panathinaïkos (56,979) | Glasgow Rangers (56,158) |

| Barrages | Barrages |
| --- | --- |
| Aucune entrée | |
| Troisième tour de qualification | |
| - Belgique : RSC Anderlecht (42,580) - Suisse : FC Bâle (48,675) | - Danemark : FC Copenhague (34,470) |
| Deuxième tour de qualification | |
| - Bulgarie : Litex Lovetch (15,900) - République tchèque : Sparta Prague (27,395) - Norvège : Rosenborg (23,980) - Autriche : Red Bull Salzbourg (19,915) - Serbie : Partizan Belgrade (13,800) - Israël : Hapoël Tel-Aviv (27,775) - Chypre : Omonia Nicosie (4,599) - Suède : AIK Solna (3,838) - Slovaquie : MŠK Žilina (10,666) - Pologne : Lech Poznań (11,008) - Croatie : Dinamo Zagreb (14,466) - Finlande : HJK Helsinki (2,399) - Lituanie : Ekranas Panevėžys (2,683) - Irlande : Bohemian (2,908) - Lettonie : Liepājas Metalurgs (2,149) - Slovénie : FC Koper (1,391) | - Biélorussie : BATE Borisov (13,308) - Bosnie-Herzégovine : Željezničar Sarajevo (1,749) - Hongrie : Debrecen (5,350) - Islande : FH Hafnarfjörður (2,083) - Moldavie : Sheriff Tiraspol (5,458) - Géorgie : Olimpi Rustavi (1,649) - Macédoine : Renova Džepčište (1,316) - Azerbaïdjan : Inter Bakou (1,349) - Estonie : Levadia Tallinn (2,374) - Albanie : Dinamo Tirana (1,049) - Kazakhstan : FK Aktobe (2,399) - Arménie : Pyunik Erevan (1,599) - Pays de Galles : The New Saints (0,766) - Irlande du Nord : Linfield (0,574) - Îles Féroé : HB Tórshavn (0,866) - Luxembourg : AS La Jeunesse d'Esch (0,249) |
| Premier tour de qualification | |
| - Monténégro : Rudar Pljevlja (0,425) - Andorre : Santa Coloma (0,700) | - Malte : Birkirkara FC (0,433) - Saint-Marin : SP Tre Fiori (0,650) |

| Barrages |
| --- |
| - Quatrième - Angleterre : Tottenham (56,371) - Espagne : Séville (108,951) - Italie : Sampdoria (30,867) - Troisième - Allemagne : Werder Brême (94,841) - France : AJ Auxerre (19,748) |
| Troisième tour de qualification |
| - Troisième - Russie : Zénith Saint-Pétersbourg (61,258) - Deuxième - Ukraine : Dynamo Kiev (42,910) - Pays-Bas : Ajax Amsterdam (55,309) - Roumanie : Unirea Urziceni (18,898) - Portugal : Sporting Braga (39,659) - Turquie : Fenerbahçe (54,890) - Grèce : PAOK Salonique (11,479) - Écosse : Celtic Glasgow (38,158) - Belgique : La Gantoise (6,580) - Suisse : Young Boys Berne (7,675) |

## Calendrier
| Nom                                             | Tirage au sort | Date aller                                    | Date retour                              | Équipes participantes | Équipes restantes |
| ----------------------------------------------- | -------------- | --------------------------------------------- | ---------------------------------------- | --------------------- | ----------------- |
| Phase qualificative (2010)                      |                |                                               |                                          |                       |                   |
| Premier tour de qualification                   | 21 juin        | 29-30 juin                                    | 6-7 juillet                              | 4                     | de 76 à 74        |
| Deuxième tour de qualification                  | 21 juin        | 13-14 juillet                                 | 20-21 juillet                            | 34 (2 + 32)           | de 74 à 57        |
| Troisième tour de qualification                 | 16 juillet     | 27-28 juillet                                 | 3-4 août                                 | 30 (17 + 13)          | de 57 à 42        |
| Quatrième tour (barrages)                       | 6 août         | 17-18 août                                    | 24-25 août                               | 20 (15 + 5)           | de 42 à 32        |
| Phase de groupes (2010)                         |                |                                               |                                          |                       |                   |
| Journées 1 et 5 Journées 2 et 6 Journées 3 et 4 | 26 août        | 14-15 septembre 28-29 septembre 19-20 octobre | 23-24 novembre 7-8 décembre 2-3 novembre | 32 (10 + 22)          | de 32 à 16        |
| Phase à élimination directe finale (2011)       |                |                                               |                                          |                       |                   |
| Huitièmes de finale                             | 17 décembre    | 15-16-22-23 février                           | 8-9-15-16 mars                           | 16                    | de 16 à 8         |
| Quarts de finale                                | 18 mars        | 5-6 avril                                     | 12-13 avril                              | 8                     | de 8 à 4          |
| Demi-finale                                     | 18 mars        | 26-27 avril                                   | 3-4 mai                                  | 4                     | de 4 à 2          |
| Finale                                          | 18 mars        | samedi 28 mai                                 | samedi 28 mai                            | 2                     | de 2 à 1          |

## Arbitrage
Le 21 juillet 2010, l'UEFA annonce que l'arbitrage à cinq déjà expérimenté lors de la précédente Ligue Europa sera mis en place pour la compétition, à partir de la phase de groupes. Le système est automatiquement expérimenté pour deux ans.

## Phase qualificative
Les équipes marquées d'un astérisque sont têtes de série lors du tirage au sort et ne peuvent se rencontrer.

### Premier tour de qualification
| Club             | Aller | Total | Retour | Club              |
| ---------------- | ----- | ----- | ------ | ----------------- |
| *SP Tre Fiori    | 0 - 3 | 1 - 7 | 1 - 4  | FK Rudar Pljevlja |
| *FC Santa Coloma | 0 - 3 | 3 - 7 | 3 - 4  | Birkirkara FC     |

### Deuxième tour de qualification
| Club                  | Aller | Total | Retour              | Club                    |
| --------------------- | ----- | ----- | ------------------- | ----------------------- |
| FK Liepājas Metalurgs | 0 - 3 | 0 - 5 | 0 - 2               | Sparta Prague*          |
| *FK Aktobe            | 2 - 0 | 3 - 1 | 1 - 1               | FC Olimpi Rustavi       |
| Levadia Tallinn       | 1 - 1 | 3 - 4 | 2 - 3               | Debrecen*               |
| *Partizan Belgrade    | 3 - 1 | 4 - 1 | 1 - 0               | Pyunik Erevan           |
| FK Inter Bakou        | 0 - 1 | 1 - 1 | 1 - 0 ap (8 - 9)tab | Lech Poznań*            |
| *Dinamo Zagreb        | 5 - 1 | 5 - 4 | 0 - 3               | NK FC Koper             |
| *Litex Lovetch        | 1 - 0 | 5 - 0 | 4 - 0               | FK Rudar Pljevlja       |
| Birkirkara            | 1 - 0 | 1 - 3 | 0 - 3               | MŠK Žilina*             |
| *Sheriff Tiraspol     | 3 - 1 | 3 - 2 | 0 - 1               | FK Dinamo Tirana        |
| *Hapoël Tel-Aviv      | 5 - 0 | 6 - 0 | 1 - 0               | FK Željezničar Sarajevo |
| *Omonia Nicosie       | 3 - 0 | 5 - 0 | 2 - 0               | FK Renova Džepčište     |
| *Red Bull Salzbourg   | 5 - 0 | 5 - 1 | 0 - 1               | HB Tórshavn             |
| *Bohemians            | 1 - 0 | 1 - 4 | 0 - 4               | The New Saints          |
| *BATE Borissov        | 5 - 1 | 6 - 1 | 1 - 0               | FH Hafnarfjörður        |
| *AIK Solna            | 1 - 0 | 1 - 0 | 0 - 0               | AS La Jeunesse d'Esch   |
| Linfield              | 0 - 0 | 0 - 2 | 0 - 2               | Rosenborg*              |
| *FK Ekranas Panevėžys | 1 - 0 | 1 - 2 | 0 - 2 ap            | HJK Helsinki            |

### Troisième tour de qualification
| Club               | Aller     | Total     | Retour              | Club                      |           |           |           |
| Champions          | Champions | Champions | Champions           | Champions                 | Champions | Champions | Champions |
| ------------------ | --------- | --------- | ------------------- | ------------------------- | --------- | --------- | --------- |
| *Sparta Prague     | 1 - 0     | 2 - 0     | 1 - 0               | Lech Poznań               |           |           |           |
| Aktobe             | 1 - 0     | 2 - 3     | 1 - 3               | Hapoël Tel-Aviv*          |           |           |           |
| Sheriff Tiraspol   | 1 - 1     | 2 - 2     | 1 - 1 ap tab(6 - 5) | Dinamo Zagreb*            |           |           |           |
| *Litex Lovetch     | 1 - 1     | 2 - 4     | 1 - 3               | MŠK Žilina                |           |           |           |
| Debrecen           | 0 - 2     | 1 - 5     | 1- 3                | FC Bâle*                  |           |           |           |
| AIK Solna          | 0 - 1     | 0 - 4     | 0 - 3               | Rosenborg*                |           |           |           |
| *Partizan Belgrade | 3 - 0     | 5 - 1     | 2 - 1               | HJK Helsinki              |           |           |           |
| BATE Borissov      | 0 - 0     | 2 - 3     | 2 - 3               | FC Copenhague*            |           |           |           |
| The New Saints     | 1 - 3     | 1 - 6     | 0 - 3               | RSC Anderlecht*           |           |           |           |
| Omonia Nicosie     | 1 - 1     | 2 - 5     | 1 - 4               | Red Bull Salzbourg*       |           |           |           |
| Non-champions      |           |           |                     |                           |           |           |           |
| *Ajax Amsterdam    | 1 - 1     | 4 - 4     | E3 - 3              | PAOK Salonique            |           |           |           |
| *Dynamo Kiev       | 3 - 0     | 6 - 1     | 3 - 1               | La Gantoise               |           |           |           |
| Young Boys Berne   | 2 - 2     | 3 - 2     | 1 - 0               | Fenerbahçe*               |           |           |           |
| *Sporting Braga    | 3 - 0     | 4 - 2     | 1 - 2               | Celtic Glasgow            |           |           |           |
| Unirea Urziceni    | 0 - 0     | 0 - 1     | 0 - 1               | Zénith Saint-Pétersbourg* |           |           |           |

### Quatrième tour (barrages)
| Club                      | Aller              | Total              | Retour              | Club               |                    |                    |                    |
| Voie des champions        | Voie des champions | Voie des champions | Voie des champions  | Voie des champions | Voie des champions | Voie des champions | Voie des champions |
| ------------------------- | ------------------ | ------------------ | ------------------- | ------------------ | ------------------ | ------------------ | ------------------ |
| Red Bull Salzbourg        | 2 - 3              | 3 - 4              | 1 - 1               | Hapoël Tel-Aviv*   |                    |                    |                    |
| Rosenborg                 | 2 - 1E             | 2 - 2              | 0 - 1               | FC Copenhague*     |                    |                    |                    |
| *FC Bâle                  | 1 - 0              | 4 - 0              | 3 - 0               | Sheriff Tiraspol   |                    |                    |                    |
| *Sparta Prague            | 0 - 2              | 0 - 3              | 0 - 1               | MŠK Žilina         |                    |                    |                    |
| Partizan Belgrade         | 2 - 2              | 4 - 4              | 2 - 2 ap (3 - 2)tab | RSC Anderlecht*    |                    |                    |                    |
| Voie de la ligue          |                    |                    |                     |                    |                    |                    |                    |
| Young Boys Berne          | 3 - 2              | 3 - 6              | 0 - 4               | Tottenham*         |                    |                    |                    |
| Sporting Braga            | 1 - 0              | 5 - 3              | 4 - 3               | Séville*           |                    |                    |                    |
| *Werder Brême             | 3 - 1              | 5 - 4              | 2 - 3ap             | Sampdoria          |                    |                    |                    |
| *Zénith Saint-Pétersbourg | 1 - 0              | 1 - 2              | 0 - 2               | AJ Auxerre         |                    |                    |                    |
| Dynamo Kiev               | 1 - 1              | 2 - 3              | 1 - 2               | Ajax Amsterdam*    |                    |                    |                    |

## Phase de groupes

### Format et tirage au sort
Arsenal FC
Chelsea FC
Tottenham Hotspur
AC Milan
Inter Milan
Les 10 vainqueurs des barrages rejoignent les 22 qualifiés d'office pour la phase de groupes, à savoir : 
- les champions, vice-champions et troisièmes des associations classées de 1 à 3 à l'indice UEFA (Angleterre, Espagne et Italie),
- les champions et vice-champions des associations classées de 4 à 6 à l'indice UEFA (Allemagne, France et Russie), et
- les 7 champions des associations classées de 7 à 13 à l'indice UEFA (Roumanie, Portugal, Pays-Bas, Écosse, Turquie, Ukraine et Grèce).

Ces 32 équipes sont réparties en huit groupes de quatre où elles s'affrontent en matchs aller-retour sur six journées. Les deux premiers de chaque groupe se qualifient pour les huitièmes de finale tandis que les troisièmes de chaque groupe s'en vont disputer les seizièmes de finale de la Ligue Europa.
Pour le tirage au sort, les 32 équipes sont réparties en quatre pots selon leur coefficient UEFA.
L'Inter Milan est placé d'office dans les têtes de série (pot 1) en tant que tenant du titre, quelle que soit la valeur de son coefficient UEFA par rapport à celle des coefficients des autres équipes en compétition.
| Pot 1                         | Pot 1   | Pot 2                  | Pot 2  | Pot 3           | Pot 3  | Pot 4             | Pot 4  |
| ----------------------------- | ------- | ---------------------- | ------ | --------------- | ------ | ----------------- | ------ |
| Inter Milan (Tenant du titre) | 100,867 | Werder Brême           | 94,841 | Tottenham       | 56,371 | Hapoël Tel-Aviv   | 27,775 |
| FC Barcelone                  | 136,951 | Real Madrid            | 84,951 | Glasgow Rangers | 56,158 | FC Twente         | 25,309 |
| Manchester United             | 125,371 | AS Rome                | 83,867 | Ajax Amsterdam  | 55,309 | Rubin Kazan       | 21,758 |
| Chelsea                       | 118,371 | Shakhtar Donetsk       | 73,910 | Schalke 04      | 54,841 | AJ Auxerre        | 19,748 |
| Arsenal                       | 115,371 | Benfica Lisbonne       | 72,659 | FC Bâle         | 48,675 | CFR Cluj          | 15,898 |
| Bayern Munich                 | 110,841 | Valence                | 66,951 | Sporting Braga  | 39,659 | Partizan Belgrade | 13,800 |
| Milan AC                      | 99,867  | Olympique de Marseille | 62,748 | FC Copenhague   | 34,470 | MŠK Žilina        | 10,666 |
| Olympique lyonnais            | 96,748  | Panathinaïkos          | 56,979 | Spartak Moscou  | 33,758 | Bursaspor         | 6,890  |

Légende
- Futur qualifié pour les huitièmes de finale
- Futur repêché en seizièmes de finale de la Ligue Europa

Le tirage au sort a eu lieu le 26 août 2010 à Monaco. Un groupe est composé d'une équipe provenant de chaque pot et les clubs d’une même association nationale ne peuvent pas se retrouver dans le même groupe.

### Matchs et classement
Légende des classements
- Qualifié pour les huitièmes de finale
- Repêché en seizièmes de finale de la Ligue Europa

Légende des résultats
- Victoire à domicile
- Match nul
- Victoire à l'extérieur

#### Groupe A
| Rang | Équipe       | Pts | J | G | N | P | Bp | Bc | Diff |  | Résultats (▼ dom., ► ext.) |     |     |     |     |
| ---- | ------------ | --- | - | - | - | - | -- | -- | ---- |  | -------------------------- | --- | --- | --- | --- |
| 1    | Tottenham    | 11  | 6 | 3 | 2 | 1 | 18 | 11 | +7   |  | Tottenham                  |     | 3-1 | 4-1 | 3-0 |
| 2    | Inter Milan  | 10  | 6 | 3 | 1 | 2 | 12 | 11 | +1   |  | Inter Milan                | 4-3 |     | 1-0 | 4-0 |
| 3    | FC Twente    | 6   | 6 | 1 | 3 | 2 | 9  | 11 | -2   |  | FC Twente                  | 3-3 | 2-2 |     | 1-1 |
| 4    | Werder Brême | 5   | 6 | 1 | 2 | 3 | 6  | 12 | -6   |  | Werder Brême               | 2-2 | 3-0 | 0-2 |     |

#### Groupe B
| Rang | Équipe             | Pts | J | G | N | P | Bp | Bc | Diff |  | Résultats (▼ dom., ► ext.) |     |     |     |     |
| ---- | ------------------ | --- | - | - | - | - | -- | -- | ---- |  | -------------------------- | --- | --- | --- | --- |
| 1    | Schalke 04         | 13  | 6 | 4 | 1 | 1 | 10 | 3  | +7   |  | Schalke 04                 |     | 3-0 | 2-0 | 3-1 |
| 2    | Olympique lyonnais | 10  | 6 | 3 | 1 | 2 | 11 | 10 | +1   |  | Olympique lyonnais         | 1-0 |     | 2-0 | 2-2 |
| 3    | Benfica Lisbonne   | 6   | 6 | 2 | 0 | 4 | 7  | 12 | -5   |  | Benfica Lisbonne           | 1-2 | 4-3 |     | 2-0 |
| 4    | Hapoël Tel-Aviv    | 5   | 6 | 1 | 2 | 3 | 7  | 10 | -3   |  | Hapoël Tel-Aviv            | 0-0 | 1-3 | 3-0 |     |

#### Groupe C
| Rang | Équipe            | Pts | J | G | N | P | Bp | Bc | Diff |  | Résultats (▼ dom., ► ext.) |     |     |     |     |
| ---- | ----------------- | --- | - | - | - | - | -- | -- | ---- |  | -------------------------- | --- | --- | --- | --- |
| 1    | Manchester United | 14  | 6 | 4 | 2 | 0 | 7  | 1  | +6   |  | Manchester United          |     | 1-1 | 0-0 | 1-0 |
| 2    | Valence           | 11  | 6 | 3 | 2 | 1 | 15 | 4  | +11  |  | Valence                    | 0-1 |     | 3-0 | 6-1 |
| 3    | Glasgow Rangers   | 6   | 6 | 1 | 3 | 2 | 3  | 6  | -3   |  | Glasgow Rangers            | 0-1 | 1-1 |     | 1-0 |
| 4    | Bursaspor         | 1   | 6 | 0 | 1 | 5 | 2  | 16 | -14  |  | Bursaspor                  | 0-3 | 0-4 | 1-1 |     |

#### Groupe D
| Rang | Équipe        | Pts | J | G | N | P | Bp | Bc | Diff |  | Résultats (▼ dom., ► ext.) |     |     |     |     |
| ---- | ------------- | --- | - | - | - | - | -- | -- | ---- |  | -------------------------- | --- | --- | --- | --- |
| 1    | FC Barcelone  | 14  | 6 | 4 | 2 | 0 | 14 | 3  | +11  |  | FC Barcelone               |     | 2-0 | 2-0 | 5-1 |
| 2    | FC Copenhague | 10  | 6 | 3 | 1 | 2 | 7  | 5  | +2   |  | FC Copenhague              | 1-1 |     | 1-0 | 3-1 |
| 3    | Rubin Kazan   | 6   | 6 | 1 | 3 | 2 | 2  | 4  | -2   |  | Rubin Kazan                | 1-1 | 1-0 |     | 0-0 |
| 4    | Panathinaïkos | 2   | 6 | 0 | 2 | 4 | 2  | 13 | -11  |  | Panathinaïkos              | 0-3 | 0-2 | 0-0 |     |

#### Groupe E
| Rang | Équipe        | Pts | J | G | N | P | Bp | Bc | Diff |  | Résultats (▼ dom., ► ext.) |     |     |     |     |
| ---- | ------------- | --- | - | - | - | - | -- | -- | ---- |  | -------------------------- | --- | --- | --- | --- |
| 1    | Bayern Munich | 15  | 6 | 5 | 0 | 1 | 16 | 6  | +10  |  | Bayern Munich              |     | 2-0 | 3-0 | 3-2 |
| 2    | AS Rome       | 10  | 6 | 3 | 1 | 2 | 10 | 11 | -1   |  | AS Rome                    | 3-2 |     | 1-3 | 2-1 |
| 3    | FC Bâle       | 6   | 6 | 2 | 0 | 4 | 8  | 11 | -3   |  | FC Bâle                    | 1-2 | 2-3 |     | 1-0 |
| 4    | CFR Cluj      | 4   | 6 | 1 | 1 | 4 | 6  | 12 | -6   |  | CFR Cluj                   | 0-4 | 1-1 | 2-1 |     |

#### Groupe F
| Rang | Équipe                 | Pts | J | G | N | P | Bp | Bc | Diff |  | Résultats (▼ dom., ► ext.) |     |     |     |     |
| ---- | ---------------------- | --- | - | - | - | - | -- | -- | ---- |  | -------------------------- | --- | --- | --- | --- |
| 1    | Chelsea                | 15  | 6 | 5 | 0 | 1 | 14 | 4  | +10  |  | Chelsea                    |     | 2-0 | 4-1 | 2-1 |
| 2    | Olympique de Marseille | 12  | 6 | 4 | 0 | 2 | 12 | 3  | +9   |  | Olympique de Marseille     | 1-0 |     | 0-1 | 1-0 |
| 3    | Spartak Moscou         | 9   | 6 | 3 | 0 | 3 | 7  | 10 | -3   |  | Spartak Moscou             | 0-2 | 0-3 |     | 3-0 |
| 4    | MŠK Žilina             | 0   | 6 | 0 | 0 | 6 | 3  | 19 | -16  |  | MŠK Žilina                 | 1-4 | 0-7 | 1-2 |     |

#### Groupe G
| Rang | Équipe         | Pts | J | G | N | P | Bp | Bc | Diff |  | Résultats (▼ dom., ► ext.) |     |     |     |     |
| ---- | -------------- | --- | - | - | - | - | -- | -- | ---- |  | -------------------------- | --- | --- | --- | --- |
| 1    | Real Madrid    | 16  | 6 | 5 | 1 | 0 | 15 | 2  | +13  |  | Real Madrid                |     | 2-0 | 2-0 | 4-0 |
| 2    | Milan AC       | 8   | 6 | 2 | 2 | 2 | 7  | 7  | 0    |  | Milan AC                   | 2-2 |     | 0-2 | 2-0 |
| 3    | Ajax Amsterdam | 7   | 6 | 2 | 1 | 3 | 6  | 10 | -4   |  | Ajax Amsterdam             | 0-4 | 1-1 |     | 2-1 |
| 4    | AJ Auxerre     | 3   | 6 | 1 | 0 | 5 | 3  | 12 | -9   |  | AJ Auxerre                 | 0-1 | 0-2 | 2-1 |     |

#### Groupe H
| Rang | Équipe            | Pts | J | G | N | P | Bp | Bc | Diff |  | Résultats (▼ dom., ► ext.) |     |     |     |     |
| ---- | ----------------- | --- | - | - | - | - | -- | -- | ---- |  | -------------------------- | --- | --- | --- | --- |
| 1    | Chakhtar Donetsk  | 15  | 6 | 5 | 0 | 1 | 12 | 6  | +6   |  | Chakhtar Donetsk           |     | 2-1 | 2-0 | 1-0 |
| 2    | Arsenal           | 12  | 6 | 4 | 0 | 2 | 18 | 7  | +11  |  | Arsenal                    | 5-1 |     | 6-0 | 3-1 |
| 3    | Sporting Braga    | 9   | 6 | 3 | 0 | 3 | 5  | 11 | -6   |  | Sporting Braga             | 0-3 | 2-0 |     | 2-0 |
| 4    | Partizan Belgrade | 0   | 6 | 0 | 0 | 6 | 2  | 13 | -11  |  | Partizan Belgrade          | 0-3 | 1-3 | 0-1 |     |

## Phase à élimination directe finale
La suite de la compétition est à élimination directe par matchs aller-retour à partir des huitièmes de finale. Seule la finale est sur un match unique, joué sur terrain neutre.
| \| Bayern Munich Barcelone Olympique lyonnais Inter Milan Milan AC Tottenham Chelsea Arsenal Manchester United Schalke 04 Real Madrid Chakhtar Donetsk Valence FC Copenhague AS Rome Olympique de Marseille \| Localisation des clubs qualifiés pour la phase à élimination directe. Huitième de finalistes Quart de finalistes Demi-finalistes Finaliste Vainqueur |
| Bayern Munich Barcelone Olympique lyonnais Inter Milan Milan AC Tottenham Chelsea Arsenal Manchester United Schalke 04 Real Madrid Chakhtar Donetsk Valence FC Copenhague AS Rome Olympique de Marseille |

### Qualification et tirage au sort
Pour le tirage des huitièmes de finale, les 8 premiers de groupe du tour précédent sont têtes de série et reçoivent pour le match retour, ils ne peuvent donc pas se rencontrer.
Deux équipes d'une même association nationale ne peuvent pas non plus se rencontrer en huitièmes de finale, de même que deux équipes issues du même groupe. Cette limitation est levée à partir des quarts de finale.
Le tirage au sort des huitièmes de finale a eu lieu le 17 décembre 2010 à Nyon.
| Les 16 qualifiés - récapitulatif avant tirage au sort | Les 16 qualifiés - récapitulatif avant tirage au sort | Les 16 qualifiés - récapitulatif avant tirage au sort |
| Groupe                                                | 1er (tête de série)                                   | 2e                                                    |
| ----------------------------------------------------- | ----------------------------------------------------- | ----------------------------------------------------- |
| A                                                     | Tottenham                                             | Inter Milan                                           |
| B                                                     | Schalke 04                                            | Olympique lyonnais                                    |
| C                                                     | Manchester United                                     | Valence                                               |
| D                                                     | FC Barcelone                                          | FC Copenhague                                         |
| E                                                     | Bayern Munich                                         | AS Rome                                               |
| F                                                     | Chelsea                                               | Olympique de Marseille                                |
| G                                                     | Real Madrid                                           | Milan AC                                              |
| H                                                     | Shakhtar Donetsk                                      | Arsenal                                               |

### Huitièmes de finale
| Équipe                 | Aller | Total | Retour | Équipe            |
| ---------------------- | ----- | ----- | ------ | ----------------- |
| AS Rome                | 2 - 3 | 2 - 6 | 0 - 3  | Shakhtar Donetsk  |
| Milan AC               | 0 - 1 | 0 - 1 | 0 - 0  | Tottenham         |
| Valence                | 1 - 1 | 2 - 4 | 1 - 3  | Schalke 04        |
| Inter Milan            | 0 - 1 | 3 - 3 | E3 - 2 | Bayern Munich     |
| Olympique lyonnais     | 1 - 1 | 1 - 4 | 0 - 3  | Real Madrid       |
| Arsenal                | 2 - 1 | 3 - 4 | 1 - 3  | FC Barcelone      |
| Olympique de Marseille | 0 - 0 | 1 - 2 | 1 - 2  | Manchester United |
| FC Copenhague          | 0 - 2 | 0 - 2 | 0 - 0  | Chelsea           |

### Tableau final
Le tableau suivant respecte l'ordre du tirage au sort effectué par l'UEFA.
|  | Huitièmes de finale    | Huitièmes de finale    | Huitièmes de finale | Huitièmes de finale |              |              | Quarts de finale | Quarts de finale | Quarts de finale | Quarts de finale |  |  | Demi-finales | Demi-finales | Demi-finales | Demi-finales |  |  | Finale                                | Finale | Finale | Finale |
|  |                        |                        |                     |                     |              |              |                  |                  |                  |                  |  |  |              |              |              |              |  |  |                                       |        |        |        |
|  |                        |                        |                     |                     |              |              |                  |                  |                  |                  |  |  |              |              |              |              |  |  | 28 mai 2011, Wembley Stadium, Londres |        |        |        |
|  | Olympique lyonnais     | Olympique lyonnais     | 1                   | 0                   |              |              |                  |                  |                  |                  |  |  |              |              |              |              |  |  |                                       |        |        |        |
|  | Olympique lyonnais     | Olympique lyonnais     | 1                   | 0                   |              |              |                  |                  |                  |                  |  |  |              |              |              |              |  |  |                                       |        |        |        |
|  | Real Madrid            | Real Madrid            | 1                   | 3                   |              |              |                  |                  |                  |                  |  |  |              |              |              |              |  |  |                                       |        |        |        |
|  | Real Madrid            | Real Madrid            | 1                   | 3                   | Real Madrid  | Real Madrid  | 4                | 1                |                  |                  |  |  |              |              |              |              |  |  |                                       |        |        |        |
|  |                        |                        |                     |                     | Real Madrid  | Real Madrid  | 4                | 1                |                  |                  |  |  |              |              |              |              |  |  |                                       |        |        |        |
|  |                        |                        | Tottenham Hotspur   | Tottenham Hotspur   | 0            | 0            |                  |                  |                  |                  |  |  |              |              |              |              |  |  |                                       |        |        |        |
|  | Milan AC               | Milan AC               | Tottenham Hotspur   | Tottenham Hotspur   | 0            | 0            | 0                | 0                |                  |                  |  |  |              |              |              |              |  |  |                                       |        |        |        |
|  | Milan AC               | Milan AC               |                     |                     |              |              |                  | 0                |                  |                  |  |  |              |              |              |              |  |  |                                       |        |        |        |
|  | Tottenham Hotspur      | Tottenham Hotspur      | 1                   | 0                   |              |              |                  |                  |                  |                  |  |  |              |              |              |              |  |  |                                       |        |        |        |
|  | Tottenham Hotspur      | Tottenham Hotspur      | 1                   | 0                   | Real Madrid  | Real Madrid  | 0                | 1                |                  |                  |  |  |              |              |              |              |  |  |                                       |        |        |        |
|  |                        |                        |                     |                     | Real Madrid  | Real Madrid  | 0                | 1                |                  |                  |  |  |              |              |              |              |  |  |                                       |        |        |        |
|  |                        |                        | FC Barcelone        | FC Barcelone        | 2            | 1            |                  |                  |                  |                  |  |  |              |              |              |              |  |  |                                       |        |        |        |
|  | Arsenal                | Arsenal                | FC Barcelone        | FC Barcelone        | 2            | 1            | 2                | 1                |                  |                  |  |  |              |              |              |              |  |  |                                       |        |        |        |
|  | Arsenal                | Arsenal                |                     |                     |              |              |                  | 1                |                  |                  |  |  |              |              |              |              |  |  |                                       |        |        |        |
|  | FC Barcelone           | FC Barcelone           | 1                   | 3                   |              |              |                  |                  |                  |                  |  |  |              |              |              |              |  |  |                                       |        |        |        |
|  | FC Barcelone           | FC Barcelone           | 1                   | 3                   | FC Barcelone | FC Barcelone | 5                | 1                |                  |                  |  |  |              |              |              |              |  |  |                                       |        |        |        |
|  |                        |                        |                     |                     | FC Barcelone | FC Barcelone | 5                | 1                |                  |                  |  |  |              |              |              |              |  |  |                                       |        |        |        |
|  |                        |                        | Chakhtar Donetsk    | Chakhtar Donetsk    | 1            | 0            |                  |                  |                  |                  |  |  |              |              |              |              |  |  |                                       |        |        |        |
|  | AS Rome                | AS Rome                | Chakhtar Donetsk    | Chakhtar Donetsk    | 1            | 0            | 2                | 0                |                  |                  |  |  |              |              |              |              |  |  |                                       |        |        |        |
|  | AS Rome                | AS Rome                |                     |                     |              |              |                  | 0                |                  |                  |  |  |              |              |              |              |  |  |                                       |        |        |        |
|  | Chakhtar Donetsk       | Chakhtar Donetsk       | 3                   | 3                   |              |              |                  |                  |                  |                  |  |  |              |              |              |              |  |  |                                       |        |        |        |
|  | Chakhtar Donetsk       | Chakhtar Donetsk       | 3                   | 3                   | FC Barcelone | FC Barcelone | 3                | 3                |                  |                  |  |  |              |              |              |              |  |  |                                       |        |        |        |
|  |                        |                        |                     |                     | FC Barcelone | FC Barcelone | 3                | 3                |                  |                  |  |  |              |              |              |              |  |  |                                       |        |        |        |
|  |                        |                        | Manchester United   | Manchester United   | 1            | 1            |                  |                  |                  |                  |  |  |              |              |              |              |  |  |                                       |        |        |        |
|  | Inter Milan            | Inter Milan            | Manchester United   | Manchester United   | 1            | 1            | 0                | 3 e              |                  |                  |  |  |              |              |              |              |  |  |                                       |        |        |        |
|  | Inter Milan            | Inter Milan            |                     |                     |              |              |                  | 3 e              |                  |                  |  |  |              |              |              |              |  |  |                                       |        |        |        |
|  | Bayern Munich          | Bayern Munich          | 1                   | 2                   |              |              |                  |                  |                  |                  |  |  |              |              |              |              |  |  |                                       |        |        |        |
|  | Bayern Munich          | Bayern Munich          | 1                   | 2                   | Inter Milan  | Inter Milan  | 2                | 1                |                  |                  |  |  |              |              |              |              |  |  |                                       |        |        |        |
|  |                        |                        |                     |                     | Inter Milan  | Inter Milan  | 2                | 1                |                  |                  |  |  |              |              |              |              |  |  |                                       |        |        |        |
|  |                        |                        | Schalke 04          | Schalke 04          | 5            | 2            |                  |                  |                  |                  |  |  |              |              |              |              |  |  |                                       |        |        |        |
|  | Valence CF             | Valence CF             | Schalke 04          | Schalke 04          | 5            | 2            | 1                | 1                |                  |                  |  |  |              |              |              |              |  |  |                                       |        |        |        |
|  | Valence CF             | Valence CF             |                     |                     |              |              |                  | 1                |                  |                  |  |  |              |              |              |              |  |  |                                       |        |        |        |
|  | Schalke 04             | Schalke 04             | 1                   | 3                   |              |              |                  |                  |                  |                  |  |  |              |              |              |              |  |  |                                       |        |        |        |
|  | Schalke 04             | Schalke 04             | 1                   | 3                   | Schalke 04   | Schalke 04   | 0                | 1                |                  |                  |  |  |              |              |              |              |  |  |                                       |        |        |        |
|  |                        |                        |                     |                     | Schalke 04   | Schalke 04   | 0                | 1                |                  |                  |  |  |              |              |              |              |  |  |                                       |        |        |        |
|  |                        |                        | Manchester United   | Manchester United   | 2            | 4            |                  |                  |                  |                  |  |  |              |              |              |              |  |  |                                       |        |        |        |
|  | FC Copenhague          | FC Copenhague          | Manchester United   | Manchester United   | 2            | 4            | 0                | 0                |                  |                  |  |  |              |              |              |              |  |  |                                       |        |        |        |
|  | FC Copenhague          | FC Copenhague          |                     |                     |              |              |                  | 0                |                  |                  |  |  |              |              |              |              |  |  |                                       |        |        |        |
|  | Chelsea                | Chelsea                | 2                   | 0                   |              |              |                  |                  |                  |                  |  |  |              |              |              |              |  |  |                                       |        |        |        |
|  | Chelsea                | Chelsea                | 2                   | 0                   | Chelsea      | Chelsea      | 0                | 1                |                  |                  |  |  |              |              |              |              |  |  |                                       |        |        |        |
|  |                        |                        |                     |                     | Chelsea      | Chelsea      | 0                | 1                |                  |                  |  |  |              |              |              |              |  |  |                                       |        |        |        |
|  |                        |                        | Manchester United   | Manchester United   | 1            | 2            |                  |                  |                  |                  |  |  |              |              |              |              |  |  |                                       |        |        |        |
|  | Olympique de Marseille | Olympique de Marseille | Manchester United   | Manchester United   | 1            | 2            | 0                | 1                |                  |                  |  |  |              |              |              |              |  |  |                                       |        |        |        |
|  | Olympique de Marseille | Olympique de Marseille |                     |                     |              |              |                  | 1                |                  |                  |  |  |              |              |              |              |  |  |                                       |        |        |        |
|  | Manchester United      | Manchester United      | 0                   | 2                   |              |              |                  |                  |                  |                  |  |  |              |              |              |              |  |  |                                       |        |        |        |
|  | Manchester United      | Manchester United      | 0                   | 2                   |              |              |                  |                  |                  |                  |  |  |              |              |              |              |  |  |                                       |        |        |        |
|  |                        |                        |                     |                     |              |              |                  |                  |                  |                  |  |  |              |              |              |              |  |  |                                       |        |        |        |

### Quarts de finale
| Équipe       | Aller | Total | Retour | Équipe            |
| ------------ | ----- | ----- | ------ | ----------------- |
| Real Madrid  | 4 - 0 | 5 - 0 | 1 - 0  | Tottenham         |
| Inter Milan  | 2 - 5 | 3 - 7 | 1 - 2  | Schalke 04        |
| FC Barcelone | 5 - 1 | 6 - 1 | 1 - 0  | Shakhtar Donetsk  |
| Chelsea      | 0 - 1 | 1 - 3 | 1 - 2  | Manchester United |

### Demi-finales
| Équipe      | Aller | Total | Retour | Équipe            |
| ----------- | ----- | ----- | ------ | ----------------- |
| Schalke 04  | 0 - 2 | 1 - 6 | 1 - 4  | Manchester United |
| Real Madrid | 0 - 2 | 1 - 3 | 1 - 1  | FC Barcelone      |

### Finale
| Club         | Score | Club              |
| ------------ | ----- | ----------------- |
| FC Barcelone | 3 - 1 | Manchester United |

## Nombre d'équipes par association et par tour
| Espagne    |  |                    | +1 | 1 Séville FC  | +3 | 3 Barcelone, Real Madrid, Valence      | 3 Barcelone, Real Madrid, Valence      | 2 Barcelone, Real Madrid      | 2 Barcelone, Real Madrid | 1 Barcelone |  |  |
| Angleterre |  |                    | +1 | 1 Tottenham   | +3 | 4 Arsenal, Chelsea, Man Utd, Tottenham | 4 Arsenal, Chelsea, Man Utd, Tottenham | 3 Tottenham, Man Utd, Chelsea | 1 Man Utd                | 1 Man Utd   |  |  |
| Allemagne  |  |                    | +1 | 1 Werder      | +2 | 3 Bayern, Schalke 04, Werder           | 2 Bayern, Schalke 04                   | 1 Schalke 04                  | 1 Schalke 04             |             |  |  |
| Italie     |  |                    | +1 | 1 Sampdoria   | +3 | 3 AS Rome, Inter, Milan AC             | 3 AS Rome, Inter, Milan AC             | 1 Inter                       |                          |             |  |  |
| Ukraine    |  | 1 Dynamo Kiev      | +0 | 1 Dynamo Kiev | +1 | 1 Chakhtar Donetsk                     | 1 Chakhtar Donetsk                     | 1 Chakhtar Donetsk            |                          |             |  |  |
| France     |  |                    | +1 | 1 Auxerre     | +2 | 3 Lyon, Marseille, Auxerre             | 2 Lyon, Marseille                      |                               |                          |             |  |  |
| Russie     |  | 1 Zénith           | +0 | 1 Zénith      | +2 | 2 Kazan, Spartak                       |                                        |                               |                          |             |  |  |
| Pays-Bas   |  | 1 Ajax             | +0 | 1 Ajax        | +1 | 2 Ajax, Twente                         |                                        |                               |                          |             |  |  |
| Roumanie   |  | 1 Unirea Urziceni  | +0 | 0             | +1 | 1 CFR Cluj                             |                                        |                               |                          |             |  |  |
| Portugal   |  | 1 Braga            | +0 | 1 Braga       | +1 | 2 Benfica, Braga                       |                                        |                               |                          |             |  |  |
| Turquie    |  | 1 Fenerbahçe       | +0 | 0             | +1 | 1 Bursaspor                            |                                        |                               |                          |             |  |  |
| Grèce      |  | 1 PAOK             | +0 | 0             | +1 | 1 Panathinaïkos                        |                                        |                               |                          |             |  |  |
| Écosse     |  | 1 Celtic           | +0 | 0             | +1 | 1 Rangers                              |                                        |                               |                          |             |  |  |
| Belgique   |  | 2 Anderlecht, Gand | +0 | 1 Anderlecht  | +0 |                                        |                                        |                               |                          |             |  |  |
| Suisse     |  | 2 Bâle, Berne      | +0 | 2 Bâle, Berne | +0 | 1 Bâle                                 |                                        |                               |                          |             |  |  |
| Total      |  |                    |    | 20            |    | 32                                     | 16                                     | 8                             | 4                        | 2           |  |  |

- Associations n'ayant qu'un seul club représentant, élimination :
  - au 1er tour de qualification :  FC Santa Coloma,  Tre Fiori
  - au 2e tour de qualification :  Renova Džepčište,  Dinamo Tirana,  HB Tórshavn,  Bohemians,  Koper,  Rudar Pljevlja,  Olimpi Rustavi,  Pyunik Erevan,  Esch,  Ekranas Panevėžys,  Birkirkara,  Liepājas Metalurgs,  Levadia Tallinn,  Željezničar Sarajevo,  Linfield,  Inter Bakou,  FH Hafnarfjörður
  - au 3e tour de qualification :  Aktobe,  The New Saints,  HJK Helsinki,  BATE Borisov,  Litex Lovetch,  Debrecen,  Lech Poznań,  Dinamo Zagreb,  AIK Solna,  Omonia Nicosie
  - au 4e tour (barrages) :  Red Bull Salzbourg,  Sheriff Tiraspol,  Rosenborg,  Sparta Prague
  - en phase de groupes :  Partizan Belgrade,  MŠK Žilina,  Hapoël Tel-Aviv
  - en huitièmes de finale :  FC Copenhague

## Classements annexes
Dernière mise à jour faite après les matches du 28 avril 2011
- Statistiques officielles de l'UEFA
- Rencontres de qualification non-incluses

### Buteurs
| 1                                | Lionel Messi                     | Barcelone                        | 12        | 957       |           |           |
| 2                                | Mario Gómez                      | Bayern Munich                    | 8         | 607       |           |           |
| 3                                | Samuel Eto'o                     | Inter Milan                      | 8         | 900       |           |           |
| 4                                | Nicolas Anelka                   | Chelsea                          | 7         | 584       |           |           |
| 5                                | Karim Benzema                    | Real Madrid                      | 6         | 372       |           |           |
| 6                                | Roberto Soldado                  | Valence                          | 6         | 416       |           |           |
| 7                                | Cristiano Ronaldo                | Real Madrid                      | 6         | 931       |           |           |
| 8                                | Raúl González                    | Schalke 04                       | 5         | 897       |           |           |
| 9                                | Eduardo                          | Chakhtar Donetsk                 | 4         | 253       |           |           |
| 10                               | Javier Hernández                 | Manchester United                | 4         | 460       |           |           |
| Total :                          | Total :                          | Total :                          | 344 buts  | 344 buts  |           |           |
| Moyenne par match (122 matchs) : | Moyenne par match (122 matchs) : | Moyenne par match (122 matchs) : | 2,82 buts | 2,82 buts | 2,82 buts | 2,82 buts |

### Passeurs
|    | Passeur           | Club                   | Passes | Minutes |
| -- | ----------------- | ---------------------- | ------ | ------- |
| 1  | Mesut Özil        | Real Madrid            | 6      | 774     |
| 2  | Carlos Martins    | Benfica Lisbonne       | 5      | 435     |
| 3  | Aaron Lennon      | Tottenham              | 5      | 646     |
| 4  | Darijo Srna       | Chakhtar Donetsk       | 5      | 810     |
| 5  | Cristiano Ronaldo | Real Madrid            | 4      | 931     |
| 6  | Ryan Giggs        | Manchester United      | 4      | 486     |
| 7  | Juan Culio        | CFR Cluj               | 4      | 524     |
| 8  | Samuel Eto'o      | Inter Milan            | 4      | 900     |
| 9  | Luis Suarez       | Ajax Amsterdam         | 3      | 450     |
| 10 | Benoît Cheyrou    | Olympique de Marseille | 3      | 460     |

### Équipe-type de la Ligue des champions de l'UEFA 2010-2011
| Poste | Joueur            | Club              |
| ----- | ----------------- | ----------------- |
| GK    | Edwin van der Sar | Manchester United |
| DC    | Gerard Piqué      | FC Barcelone      |
| DC    | Nemanja Vidić     | Manchester United |
| DL    | Gareth Bale       | Tottenham Hotspur |
| DL    | Marcelo           | Real Madrid       |
| MR    | Andrés Iniesta    | FC Barcelone      |
| ML    | Darijo Srna       | Shakhtar Donetsk  |
| MO    | Mesut Özil        | Real Madrid       |
| MO    | Ryan Giggs        | Manchester United |
| SA    | Lionel Messi      | FC Barcelone      |
| SA    | Raúl              | Schalke 04        |